# Nippombashi (metropolitana di Osaka)
Nippombashi (日本橋駅?, Nippombashi-eki) è una stazione della Metropolitana di Osaka situata nell'area centrale della città, lungo la strada Sakaisuji. La stazione offre l'interscambio fra le linee Sakaisuji e Sennichimae. La stazione serve Nippombashi, principale area relativa all'elettronica, ai manga e agli anime della città di Osaka.

## Stazioni adiacenti
| «                 | Servizio        | »                  |
| Linea Sakaisuji   | Linea Sakaisuji | Linea Sakaisuji    |
| ----------------- | --------------- | ------------------ |
| Nagahoribashi     | Locale          | Ebisuchō           |
| Linea Sennichimae |                 |                    |
| Namba             | Locale          | Tanimachi Kyūchōme |